# Provincia Bologna
Bologna este o provincie în regiunea Emilia-Romagna în Italia.

### Comunele mai populate
Teritoriul provinciei cuprinde 60 de comune. Cele cu mai mult de 20.000 de locuitori sunt::
| Loc | Comună                    | Locuitori |
| --- | ------------------------- | --------- |
| 1   | Bologna                   | 380.010   |
| 2   | Imola                     | 68.968    |
| 3   | Casalecchio di Reno       | 35.672    |
| 4   | San Lazzaro di Savena     | 31.397    |
| 5   | San Giovanni in Persiceto | 27.227    |
| 6   | Castel San Pietro Terme   | 20.672    |